# Disposable Heroes
"Disposable Heroes" er den femte sang fra Metallicas album Master of Puppets fra 1986 og var skrevet af Kirk Hammett, James Hetfield og Lars Ulrich.
Rytmeguitaren i denne sang er en af de mest fysisk krævende James Hetfield nogensinde har lavet.[kilde mangler] Det aggressive og hurtige riff der kommer ind ved 0:33 er en fan favorit. Ved 0:55 spiller Hammett et par simple akkorder indtil det tredje riff starter ved 01:16. Teksten starter ved 01:36.
Sangen blev kun spillet få gange live  mens Cliff Burton levede. Første gang var ved Metal Hammer Festival i Tyskland i 1985 og sidste gang de spillede den live med Cliff var i San Francisco den 31 December. Metallica begyndte i starten af 90'erne at spille sangen ved koncerter igen.